# Tour Rebeldes Para Sempre
Tour Rebeldes Para Sempre è stato l'ultimo tour del gruppo RebeldeS, che ha avuto inizio il 29 settembre 2012 e la sua fine il 4 maggio 2013.
Con nuove canzoni, coreografia e costumi, la band ha attraversato diversi stati brasiliani per salutare i tifosi. In una dichiarazione, i produttori hanno scritto una lettera d'addio e sei membri lasciato un messaggio ringraziando l'affetto del pubblico.
(Arthur Aguiar ha detto in una dichiarazione)

## Scaletta
1. Rebelde Para Sempre
2. Liberdade Consciente
3. Do Jeito Que Eu Sou
4. Tchau Pra Você
5. Falando Sozinho
6. Só Amanhã
7. Recomeço
8. Começo, Meio e Fim
9. Certos Dias
10. Depois da Chuva
11. Nada Pode Nos Parar
12. O Amor Está em Jogo
13. Como um Rockstar
14. Juntos Até o Fim
15. A Voz das Estrelas
16. Um Dia de Cada Vez
17. Na Mesma Frequência
18. Meu Jeito, Seu Jeito
19. Tá em Casa
20. Rebelde Para Sempre (remix)

## Spettacoli
| Sudamerica        |                       |         |                                   |
| 29 settembre 2012 | San Paolo             | Brasile | Espaço das Américas               |
| 30 settembre 2012 | Belém                 | Brasile | Cidade Folia                      |
| 13 ottobre 2012   | Salvador              | Brasile | Wet'n Wild                        |
| 20 ottobre 2012   | Muriaé                | Brasile | Parque de Exposição               |
| 21 ottobre 2012   | Juiz de Fora          | Brasile | La Rocca                          |
| 3 novembre 2012   | Belo Horizonte        | Brasile | Arena do ExpoMinas                |
| 15 novembre 2012  | Maceió                | Brasile | Musique                           |
| 16 novembre 2012  | João Pessoa           | Brasile | Forrock                           |
| 17 novembre 2012  | Natal                 | Brasile | Vila Folia                        |
| 18 novembre 2012  | Olinda                | Brasile | Chevrolet Hall                    |
| 23 novembre 2012  | Teresina              | Brasile | Atlantic City                     |
| 24 novembre 2012  | Fortaleza             | Brasile | Siará Hall                        |
| 30 novembre 2012  | Goiânia               | Brasile | Atlanta Music Hall                |
| 9 dicembre 2012   | San Paolo             | Brasile | Espaço das Américas               |
| 15 dicembre 2012  | Vitória               | Brasile | Ginásio Álvares Cabral            |
| 16 dicembre 2012  | Brasilia              | Brasile | Ginásio de Esportes Nilson Nelson |
| 21 dicembre 2012  | Campos dos Goytacazes | Brasile | Centro de Eventos dos Populares   |
| 19 gennaio 2013   | Belo Horizonte        | Brasile | Chevrolet Hall                    |
| 26 gennaio 2013   | Rio de Janeiro        | Brasile | Citibank Hall                     |
| 27 gennaio 2013   | San Paolo             | Brasile | Credicard Hall                    |
| 17 marzo 2013     | Recife                | Brasile | Chevrolet Hall                    |
| 14 aprile 2013    | Rio de Janeiro        | Brasile | Citibank Hall                     |
| 21 aprile 2013    | San Paolo             | Brasile | Espaço das Américas               |
| 4 maggio 2013     | Belo Horizonte        | Brasile | Chevrolet Hall                    |